# La arrogancia fatal
La fatal arrogancia (en el original inglés The Fatal Conceit: The Errors of Socialism) es el último libro publicado por el economista Friedrich Hayek, en el que incursiona en el terreno de la sociología proponiendo una explicación del desarrollo de la sociedad, el derecho y la economía. Hayek argumenta cómo los intentos constructivistas por promover valores, ideales y precios (desde "arriba") no toman en cuentan los procesos históricos de desarrollo, como el conocimiento disperso y el orden espontáneo, en lo que define como "una arrogancia fatal" de la planificación central donde los planificadores creen arrogantemente que la información que poseen es toda la información existente, con resultados fatales para las sociedades.En definitiva, el socialismo es imposible porque no puede haber un control estricto de la economía y menos desdé esferas administrativas sin contacto con la realidad.

## Crítica
El libro se aparta sensiblemente del modelo clásico de la acción racional sostenido por los economistas liberales, y recuerda en muchos aspectos a la teoría de la sociedad de Émile Durkheim y al estructural-funcionalismo de Talcott Parsons, lo que llevó a fuertes críticas por parte de otros autores, que vieron en él una "abrogación" de los principios liberales. 
Hayek se apoya también en la filosofía de Friedrich Nietzsche para una descripción del socialismo que por tal razón ha sido considerada caricaturesca: según esta el socialismo se remontaría a un impulso compasivo de raigambre cristiana, basado en la intención de ayudar a los que sufren. El autor incursiona en especulaciones históricas acerca de las raíces del pensamiento socialista en la filosofía griega: su explicación ha sido repetidamente criticada por detractores. Se discute la influencia de esta obra no haya sido tan decisiva en el ámbito científico-social respecto a otras similares.

## Capítulos
- Introducción: ¿No habrá sido el socialismo un error?
- Capítulo I: Entre el instinto y la razón
- Capítulo II: Los orígenes de la libertad, la propiedad y la justicia
- Capítulo III: La evolución del mercado, el comercio y la civilización
- Capítulo IV: La rebelión del instinto y la razón
- Capítulo V: La arrogancia fatal
- Capítulo VI: El misterioso mundo del comercio y del dinero
- Capítulo VII: Nuestro envenenado lenguaje
- Capítulo VIII: El orden extenso y el aumento de la población
- Capítulo IX: La religión y los guardianes de la tradición
- Apéndices
  - A: "Natural" frente a "artificial"
  - B: La complejidad de los problemas de la interacción humana
  - C: El tiempo y la formación y réplica de las estructuras
  - D: Alienación, marginación y reivindicaciones de los parásitos
  - E: El juego como aprendizaje de normas
  - F: Observaciones sobre la economía y la antropología de la población
  - G: Superstición y conservación de la tradición